# 아드리안 마티네즈

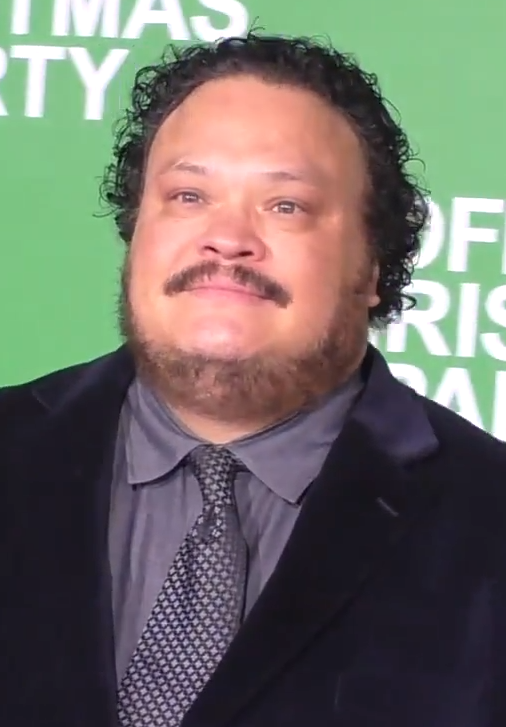

에이드리언 마티네즈(Adrian Martinez, 1972년 1월 1일 ~ )는 미국의 배우이다.
뉴욕에서 태어났다.

## 출연 작품
- 아이 필 프리티 (2018년) - 메이슨 역
- 원스 어폰 어 타임 인 베니스 (2017년) - 티노 역
- 오피스 크리스마스 파티 (2016년) - 래리 역
- 얼모스트 파리 (2016년)
- 화이트 걸 (2016년)
- 아미 오브 원 (2016년)
- 37 (2015년)
- 클로이 앤 테오 (2015년)
- 시스터즈 (2015년)
- 포커스 (2015년) - 파하드 역
- 어메이징 스파이더맨 2 (2014년) - 보데가 계산원 역
- 어 미라클 인 스페니쉬 할렘 (2013년)
- 홈 (2013년) - 헥터 역
- 아메리칸 허슬 (2013년) - 율리우스 역
- 월터의 상상은 현실이 된다 (2013년) - 헤르난도 역
- 마이 프리티 걸 (2013년) - 어네스토 역
- 알바레즈 형제: 마약왕을 제거하라 (2012년) - 마누엘 역
- 엄청나게 시끄럽고 믿을 수 없게 가까운 (2011년) - 볼 블랙 역
- 플라이페이퍼 (2011년) - 미스터 클린 역
- 피라냐 3DD (2011년) - 빅 데이브 역
- 이츠 카인드 오브 어 퍼니 스토리 (2010년) - 조니 역
- 굿모닝 에브리원 (2010년)
- 캅 아웃 (2010년)
- 킥 애스: 영웅의 탄생 (2010년)
- Little New York (2009)
- 더 미너스터스 (2009년)
- 돈 렛 미 드라운 (2009년)
- 좋은 남자 (2009년)
- 베로니카, 죽기로 결심하다 (2009년)
- 펠햄 123 (2009년)
- 프로모션 (2008년)
- 트레인렉 (2007년)
- 악마가 너의 죽음을 알기 전에 (2007년)
- 저스트 라이크 더 선 (2006년)
- 인터프리터 (2005년)
- 다운타운: 어 스트리트 테일 (2004년)
- 콘 (2004년)
- 배드 애플 (2004년)
- 메일 오더 와이프 (2004년) - 아드리안 역
- 스트립 서치 (2004년)
- 택시: 더 맥시멈 (2004년)
- 언디피티드 (2003년) - 체위 역
- 에이프릴의 특별한 만찬 (2003년)
- 더글라스 패밀리 (2003년)
- 천사의 아이들 (2002년)
- 에드 (2000년)
- 케빈의 사랑 만들기 (1999, Some Fish Can Fly)
- 퍼펙트 머더 (1998년)
- 아메리칸스 모스트 원티드 (1988년)

### 텔레비전
- 로앤오더: 뉴욕 특수수사대 (2001-08)
- 로앤오더: 성범죄 전담반 (2003-10)
- 기프티드 맨 (2011-12)
- 블랙리스트: 리뎀션 (2017, The Blacklist: Redemption)